# Qui dit mieux ?
Pour plus de détails, voir Fiche technique et Distribution.
Qui dit mieux ? (titre original : Thicker than Water) est un film américain réalisé par James W. Horne, sorti en 1935, mettant en scène Laurel et Hardy.

## Synopsis
Après une séance de vaisselle catastrophique, Laurel propose à Hardy de récupérer ses 300 dollars d'économie pour payer son créancier (Finlayson). Ils dilapident la somme au cours d'une enchère publique. De colère la femme d'Ollie l'assomme. À l'hôpital les transfusions sanguines de Hardy vers Laurel et vice versa transforment l'un en l'autre.

## Fiche technique
- Titre original : Thicker than Water
- Titre français : Qui dit mieux ?
- Réalisation : James W. Horne
- Photographie : Art Lloyd
- Musique du film : Ku-Ku de Marvin Hatley (en)
- Montage : Ray Snyder
- Ingénieur du son : William M. Randall Jr.
- Producteur : Hal Roach
- Société de production : Hal Roach Studios
- Société de distribution : Metro-Goldwyn-Mayer
- Pays de production :  États-Unis
- Langue : anglais
- Format : Noir et blanc - 35 mm - 1,37:1  -  sonore
- Genre : Comédie
- Longueur : deux bobines
- Date de sortie : 
  - États-Unis : 16 mars 1935

## Distribution
Source principale de la distribution :
- Stan Laurel : Stanley
- Oliver Hardy : Oliver Hardy
- Daphne Pollard : Mrs. Daphne Hardy
- James Finlayson : le commissaire priseur et le créancier.

Reste de la distribution non créditée :
- Harry Bowen : enchérisseur
- Ed Brandenburg : Bank Teller
- Allan Cavan : Dr. F.D. Allen
- Baldwin Cooke : un visiteur à l'hôpital
- Lester Dorr : un homme dans la salle des ventes
- Bess Flowers : une infirmière
- Gladys Gale : femme montant les enchères à la salle des ventes
- Grace Goodall : l'infirmière Goodall
- Charlie Hall : Bank Teller

## Autour du film
Réalisé en 1935 c'est le dernier court métrage de Laurel et Hardy.